# 蔡东晨
蔡东晨（1953年—），河北栾城人，汉族，中华人民共和国政治人物、第十二届全国人民代表大会河北地区代表。

## 生平
毕业于中国社会科学院研究生院，加入中国共产党，担任石药集团董事长。2008年起担任全国人大代表。2013年，被选为全国人大代表。